# Tatiana Matveyeva
Tatiana Matveyeva (née le 26 février 1985) est une haltérophile russe.

## Palmarès

### Championnats du monde
- 2011 à Paris
  -  Médaille de bronze en moins de 69 kg.
- 2006 à Santo Domingo
  -  Médaille d'argent en moins de 69 kg.

### Championnats d'Europe
- 2011 à Kazan
  -  Médaille d'argent en moins de 69 kg.
- 2008 à Lignano Sabbiadoro
  -  Médaille d'argent en moins de 69 kg.
- 2007 à Strasbourg
  -  Médaille d'argent en moins de 75 kg.
- 2004 à Kiev
  -  Médaille d'argent en moins de 69 kg.